# Kimle
Kimle (in croato: Kemlja, in tedesco: Kimling) è un comune dell'Ungheria che fa parte della contea (megye) di Győr-Moson-Sopron.
È situato nella valle del Danubio ed è a sud del fiume a meno di 4 chilometri. È a meno di 15 chilometri dal triplice confine fra Ungheria, Austria e Slovacchia ed è sulla direttrice Bratislava, Mosonmagyaróvár e Győr. È all'interno di un'importante area termale.

## Amministrazione

### Gemellaggi
- Cartigliano